# Grantiidae
Grantiidae là một họ bọt biển vôi trong bộ Leucosolenida.